# Aleksandr Charłow
Aleksandr Borisowicz Charłow (ros. Александр Борисович Харлов; ur. 18 marca 1958 w Taszkencie) – radziecki lekkoatleta specjalizujący się w długich biegach płotkarskich, uczestnik letnich igrzysk olimpijskich w Moskwie (1980). Pochodzi z Uzbeckiej SRR (obecny Uzbekistan). W czasie swojej kariery reprezentował Związek Socjalistycznych Republik Radzieckich.

## Sukcesy sportowe
Podczas olimpiady w Moskwie awansował do półfinału biegu na 400 metrów przez płotki, zajmując w nim 5. miejsce. W 1982 zajął 6. miejsce w biegu na 400 metrów przez płotki podczas mistrzostw Europy w Atenach. Największe sukcesy w karierze odniósł w roku 1983: w Helsinkach zdobył brązowy medal mistrzostw świata, natomiast w Edmonton – złoty medal letniej uniwersjady, został również mistrzem Związku Radzieckiego (wszystkie sukcesy w biegu na 400 metrów przez płotki).

## Rekordy życiowe
- bieg na 110 metrów przez płotki – 14,00 – Kijów 22/07/1977
- bieg na 400 metrów przez płotki – 48,78 – Moskwa 20/06/1983 (rekord Uzbekistanu)